# Східний Чешир

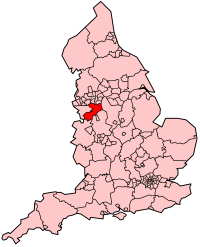
Унітарна одиниця на мапі Англії

Східний Чешир (англ. Cheshire East) — унітарна одиниця Англії на сході церемоніального графства Чешир. Головне місто — Сандбач (населення — 17 тис. чол.). Найбільше місто — Кру (67 тис. чол.).

## Історія
Утворена 1 квітня 2009 року шляхом перетворення в унітарну одиницю районів Кру і Нантвіч, Конглетон, Маклсфілд колишнього неметропольного графства Чешир.

## Географія
Займає площу 1 166 км² і межує на сході з церемоніальним графством Дербішир, на південному сході з церемоніальним графством Стаффордшир, на півдні з церемоніальним графством Шропшир, на заході з унітарними одиницями Західний Чешир і Честер і Воррінгтон, на півночі з церемоніальним графством Великий Манчестер.
Спорт
На території Східного Чеширу базуються професіональні футбольні клуби «Кру Александра» та «Маклсфілд Таун».
«Кру Аександра» базується в місті Кру та в сезоні виступає 2012/2013 у Першій футбольній лізі; приймає суперників на стадіоні «Александра Стедіум» (10 153 глядачі).
«Маклсфілд Таун» базується в місті Маклсфілд і в сезоні виступає 2012/2013 у Другій футбольної лізі; приймає суперників на стадіоні «Мосс Роуз» (6 355 глядачів).